# TV Cultura do Sertão
TV Cultura do Sertão foi uma emissora de televisão brasileira sediada em Conceição do Coité, cidade do estado da Bahia. Operava no canal 8 VHF analógico, e era afiliada à TVE Bahia e TV Brasil. Pertencia à Fundação Bailon Lopes Carneiro, que mantém a 92 Sabiá FM na cidade.

## História
A TV Cultura do Sertão foi inaugurada em outubro de 1995 pela Fundação Bailon Lopes Carneiro, sendo a primeira e única emissora de televisão da cidade. Sua concessão foi publicada no Diário Oficial da União em 4 de fevereiro de 1994. Em 1996, foi realizado pela emissora, em parceria com a Rádio Sisal 900 AM, o primeiro debate entre candidatos a prefeitura do município.
Em 29 de maio de 1998, a TV Cultura do Sertão foi retirada do ar e teve seus equipamentos de transmissão furtados por bandidos que, segundo acusações, estariam efetuando o roubo a mando do então prefeito de Conceição do Coité, Everton Rios de Araújo Filho. Os homens, armados, chegaram a ameaçar um funcionário da emissora, que ao perceber a interrupção das transmissões, tentou ir até a torre da emissora para verificar o que havia ocorrido. A Fundação Bailon Lopes Carneiro entrou com uma queixa em 3 de junho, e utilizou-se de equipamentos provisórios para substituir os que haviam sido furtados.
Em 2003, a TV Cultura do Sertão estreia o Jornal de Valente, telejornal produzido pela Associação de Desenvolvimento Sustentável Solidário da Região Sisaleira (APAEB) e focado no município de Valente. O jornalístico foi transmitido na emissora coiteense até setembro do mesmo ano, quando a APAEB inaugurou, em parceria com outra associação de Valente, a TV Valente, que passa a exibir o programa.
Em 2 de julho de 2009, a emissora retoma oficialmente as suas atividades em parceria com a TVE Bahia, 5 anos após a primeira interrupção das operações, em 2004. A data foi escolhida por causa de seu significado para o estado da Bahia, a independência.
Em julho de 2011, a emissora deixa novamente de produzir programação local por problemas financeiros da entidade mantenedora. Em outubro, passa a operar no canal 7, e sai do ar pouco tempo depois.
Em outubro de 2013, após nova parceria com o IRDEB, foi anunciado que a emissora poderia retomar suas operações, retransmitindo a programação da TVE Bahia. A TV Cultura do Sertão retomou as transmissões no canal 8 em maio de 2015, repetindo integralmente a programação da emissora soteropolitana, até desligar seus transmissores em 2017.
Em 31 de dezembro de 2018, a validade da autorização de uso de radiofrequência da emissora chegou ao fim. A Fundação Bailon Lopes Carneiro tinha até 31 de dezembro de 2022 para solicitar novo licenciamento.

## Programas
Além de retransmitir a programação nacional da TV Cultura e TV Brasil em suas respectivas afiliações e estadual da TVE Bahia, a TV Cultura do Sertão produziu e exibiu os seguintes programas:
- Jornal de Valente
- Jornal do Sertão
- Hélio Carneiro Ao Vivo
- Sertão em Debate

### Transmissões especiais
A TV Cultura do Sertão transmitia ao vivo o Coité Folia, a festa de micareta da cidade, além de realizar coberturas de diversas outras festividades da cidade. A última transmissão ao vivo da emissora foi o Coité Folia 2010, com apresentação de Victor Pinto.

## Equipe

### Membros antigos
- Francisco de Assis[23]
- Ivaneide Lima[17]
- Jucineire Araújo[24]
- Paulo Marcos (hoje na 92 FM)
- Rafaela Rodrigues[24]
- Raiane Lopes[25]
- Victor Pinto (hoje na Band Bahia e BandNews FM Salvador)[22]